# Mayersville
Mayersville é uma cidade  localizada no estado americano de Mississippi, no Condado de Issaquena.

## Demografia
Segundo o censo americano de 2000, a sua população era de 795 habitantes.
Em 2006, foi estimada uma população de 670, um decréscimo de 125 (-15.7%).

## Geografia
De acordo com o United States Census Bureau tem uma área de
2,9 km², dos quais 2,9 km² cobertos por terra e 0,0 km² cobertos por água. Mayersville localiza-se a aproximadamente 32 m acima do nível do mar.

## Localidades na vizinhança
O diagrama seguinte representa as localidades num raio de 28 km ao redor de Mayersville.